# Xenosoma flaviceps
Xenosoma flaviceps là một loài bướm đêm thuộc phân họ Arctiinae, họ Erebidae.